# Wacław Górnicki
Wacław Bronisław Górnicki (ur. 4 sierpnia 1904 w Łodzi, zm. we wrześniu 1944 w Warszawie) – dziennikarz polski.

## Życiorys
Był synem Adama i Franciszki z Góreckich. Ukończył jedno z łódzkich gimnazjów, następnie Wydział Prawno-Ekonomiczny Uniwersytetu Poznańskiego. Od 1926 był redaktorem kilku gazet codziennych – "Dziennika Poznańskiego" (1926–1930), "Dnia Pomorskiego" (1930–1933), "Dnia Bydgoskiego" (1933–1937). W 1937 został referentem prasowym Komisariatu Rządu w Gdyni. Etatowo był przez pewien czas związany z organizacjami wojskowymi (Związkiem Strzeleckim, Związkiem Powstańców i Wojaków Okręgu Korpusu VIII, Związkiem Byłych Wojskowych) oraz Związkiem Akademickim. Działał w organizacjach zawodowych, pełnił funkcję wiceprezesa Syndykatu Dziennikarzy Pomorskich oraz zasiadał w zarządzie głównym Związku Dziennikarzy RP.
Odznaczony został m.in. Złotym Krzyżem Zasługi. W czasie okupacji włączył się do działalności konspiracyjnej, zmarł w Warszawie w czasie powstania.